# شبکه‌سازی محتوا پایه
شبکه سازی محتوا پایه گونه‌ای از رویکرد شبکه سازی است که بر محتوا تأکید دارد. در این نوع شبکه سازی محتوا آدرس پذیر و قابل مسیریابی می‌شود. در این نوع شبکه سازی نقاط پایانی بجای آدرس آی پی بر اساس داده‌های نامگذاری شده با یکدیگر ارتباط برقرار می‌کنند. مشخصه غالب شبکه سازی محتوا پایه مبادله پایه‌ای پیام‌های درخواست محتوا (که علایق (به انگلیسی  “Interests”)نامیده می‌شوند) و پیام بازگشت محتوا (که اهداف محتوایی “Content Objects”نامیده می‌شوند) است. شبکه سازی محتوا پایه گونه‌ای از معماری شبکه سازی اطلاعات پایه در نظر گرفته می‌شود.
از جمله اهداف شبکه سازی محتوا پایه اینست که شبکه‌ای ایمن تر منعطف تر و با قابلیت مقیاس پذیری بالاتر ایجاد کند و از این طریق نیازمندی‌های اینترنت امروزی برای توزیع ایمن محتوا در سطح عظیم به مجموعه گسترده‌ای از ابزارهای پایانه‌ای را پاسخ گو باشد. شبکه سازی محتوا پایه به عنوان یک پروژه تحقیقاتی از سال ۲۰۰۷ در مرکز تحقیقات زیراکس آغاز شد. اولین انتشار نرم‌افزاری (CCNx 0.1) در سال ۲۰۰۹ منتشر شد . نسخه نرم‌افزاری جاری CCNx 0.8.2 است و مشخصات CCNx 1.0 نیز در حال حاضر موجود است .